# Berdî Kerbabaev
Berdî Muradovici Kerbabaev (în rusă: Берды Мурадович Кербабаев, în turkmenă: Berdi Kerbabaýew, n. 15 martie 1894 - 1974) a fost un poet turkmen sovietic.
A fost membru al Academiei de Științe din Belarus, a devenit membru al PCUS în 1948, a dobândit medalia de Erou al Muncii Socialiste în 1969 și i s-a decernat de două ori Premiul Stalin în 1948 și 1951.

## Scrieri
- 1927: Lumea tinerei fete ("Gyzlar dünýäsii"), poem ce zugrăvește viața și obiceiurile populare
- 1940/1955: Pasul hotărâtor (Aÿgytly ädim), roman, opera sa principală
- 1943: Abadan, primul libret turkmen de operă
- 1949: Aÿsoltan, nuvelă ce reflectă transformările aduse de socialism în Turkmenia.